# Medemia argun
Medemia argun (Mart.) Wurttenb. ex H.Wendl. – gatunek roślin z rodziny arekowatych, czyli palm (Arecaceae). Reprezentuje monotypowy rodzaj Medemia. Rośnie w oazach na Pustyni Nubijskiej w południowym Egipcie i północnym Sudanie. Najpierw odkryto owoce tego gatunku w latach 20. XIX wieku w grobowcach ze starożytnego Egiptu, gdzie znajdowały się wśród darów dla zmarłych, i nazwano je od odkrywcy (Giuseppe Passalacqua) – Areca passalacquae. W 1837 palmy te odkryto w naturze i opisano jako Hyphaene argun. W 1859 zorientowano się, że owoce z grobowców są identyczne z owocami palmy znanej wówczas tylko z Sudanu. W 1881 gatunek wyodrębniono do własnego rodzaju i opisano pod współcześnie obowiązującą nazwą. Ze względu na niewielkie zasoby, zasięg oraz niszczenie jego siedlisk jest to gatunek narażony na wymarcie.

## Rozmieszczenie geograficzne
Gatunek został odkryty w naturze w Wadi Delah w północnym Sudanie w 1837. Później odnajdowany był w tym kraju na pojedynczych stanowiskach, a w 1901 znaleziono go także w Egipcie. Stwierdzany był na stanowiskach z reguły w niewielkiej liczbie osobników i gdy po ostatnich obserwacjach w Egipcie w 1964, przez kolejne lata nie udawało się go odnaleźć, w latach 80. XX wieku uznano go nawet za gatunek wymarły w tym kraju. Odnaleziony został w latach 1995–96 ponownie w Wadi Delah oraz Wadi Shigrib w Sudanie, a niedługo później po drugiej stronie granicy przy oazie Dungul. Na początku XXI wieku odkryto kilka kolejnych jego lokalizacji w Egipcie i jeszcze liczniejsze stanowiska w Sudanie. Liczba miejsc występowania znacznie wzrosła po analizie zdjęć satelitarnych. W sumie cały zasięg gatunku obejmuje obszar około 100 tys. km², z czego na ok. 880 km² znajdują się stanowiska. Liczbę osobników szacowano w pierwszej dekadzie XXI wieku na 7,4 tysiąca, z czego tylko kilkadziesiąt rośnie w Egipcie. Na wielu stanowiskach występują pojedyncze rośliny. Najbardziej obfita populacja w północnym Sudanie liczyła w drugim dziesięcioleciu XXI wieku ok. tysiąca okazów.
Ze względu na częstą obecność owoców tego gatunku w starożytnych grobowcach egipskich, zakłada się, że gatunek 2,5 tysiąca lat temu był znacznie szerzej rozprzestrzeniony. Nazwa tej palmy (Mama-n-Khanen) zidentyfikowana została w piśmie hieroglificznym, stąd m.in. wiadomo o uprawie 10 jej okazów w Tebach, w ogrodzie Enneni – jednego z urzędników z czasów XVIII dynastii.

## Morfologia

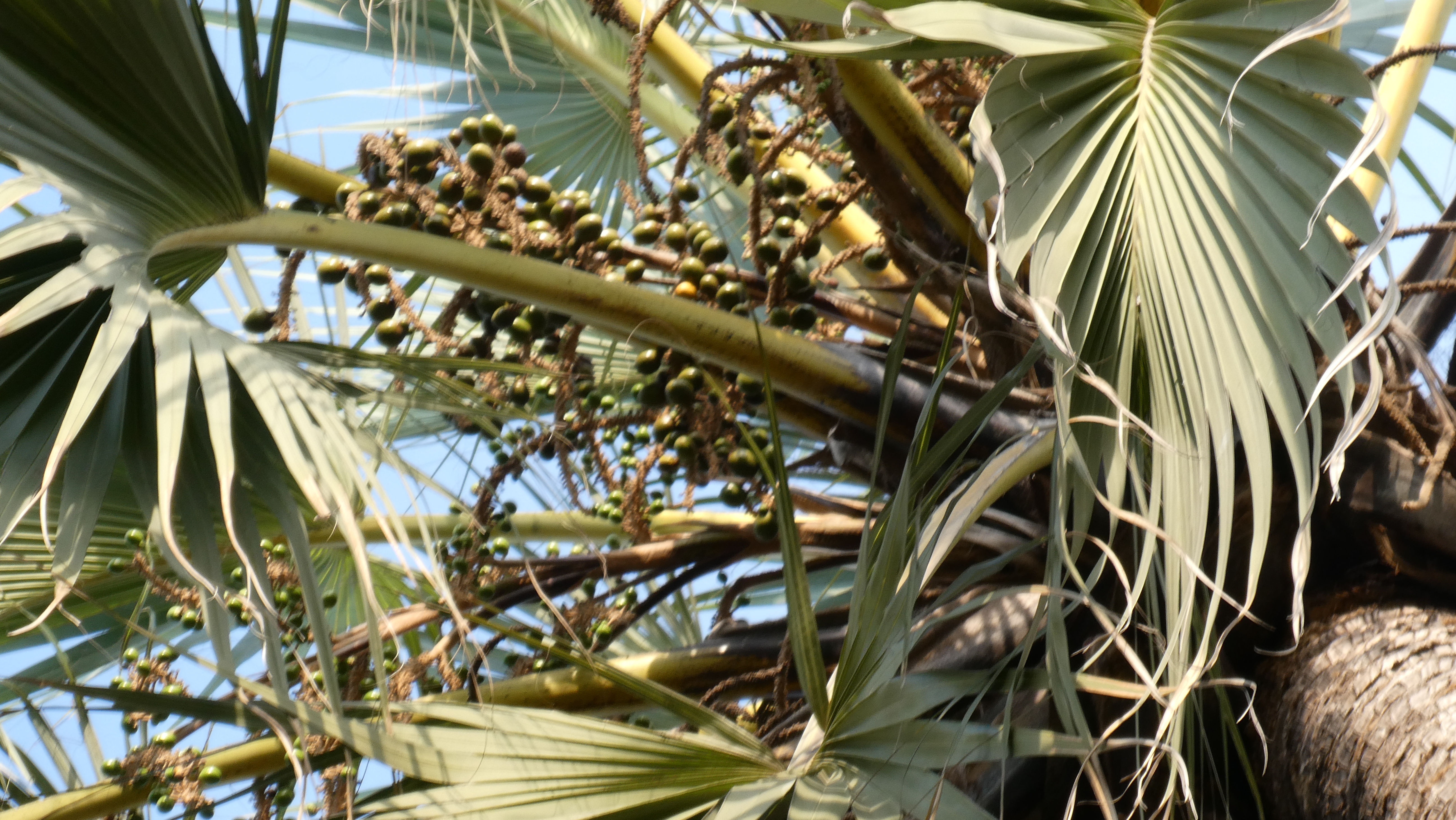
Liście i dojrzewające owoce

PokrójPalmy z pojedynczą, nierozgałęziającą się kłodziną, osiągające do 10 m wysokości i do 40 cm średnicy pnia. Kłodzina jest prosto wzniesiona i okryta nasadami obumarłych liści, później gęstymi bliznami po ich opadnięciu.
LiścieLiczne (zwykle od 25 do 50), okazałe, tworzące kulistawy pióropusz, często z suchymi liśćmi zachowanymi niżej i okrywającymi kłodzinę. Wachlarzowate (dłoniastozłożone) liście są niebieskozielone, z blaszką rozdzielającą się do 2/3 promienia na pojedynczo złamane i rozwidlone na końcach odcinki. U nasady blaszki brak hastuli. Ogonek liściowy żółty i z rzadka kolczasty, po stronie doosiowej spłaszczony, zaokrąglony od strony odosiowej, z nasadą otwartą i omszoną.
KwiatyPalmy dwupienne. Kwiaty zebrane są w zwisające kwiatostany wyrastające między liśćmi. Kwiatostany męskie mają odgałęzienia pierwszego rzędu zakończone od 1 do 7 kłoskami (rachillae), w ich zagłębieniach spiralnie ułożonych rozwijają się po trzy kwiaty wsparte gęsto owłosioną podsadką. Każdy z zakwitających kolejno kwiatów zawiera 6 pręcików. Ich kielichy i korony są trójlistkowe, osadzone na okazałych szypułkach. Kwiatostany żeńskie na końcach rozgałęzień kwiatostanu mają pojedyncze odcinki. Spiralnie rozwijają się na nich wyrastające pojedynczo kwiaty słupkowe o gęsto owłosionych, okazałych szypułkach. Listki okwiatu w obu okółkach są podobne – błoniaste i nagie. Zalążnia jest kulistawa zwieńczona trzema odgiętymi znamionami.
OwoceRozwijają się z pojedynczego owocolistka i są jajowatymi pestkowcami (czasem gdy owoc powstaje z dwóch owocolistków – jest dwudzielny na końcu) osiągającymi 4 cm długości i 3 cm szerokości. Owoce są gładkie i błyszczące z wierzchu, ciemnofioletowe do czarnych po dojrzeniu. Miąższ jest cienki, otacza okazałe nasiono. Rozwijają się na wydłużającej się w czasie owocowania szypułce.

## Biologia i ekologia
Palma ta rośnie na pustyniach, w miejscach, gdzie bywa, że deszcz nie pada przez kilka lat, a temperatury letnie przekraczają 40 °C, ale też takich, gdzie korzeniami może sięgnąć wód gruntowych. W efekcie spotykana jest zwykle w oazach i suchych dolinach (wadi). Opadające dojrzałe owoce gromadzą się pod palmami i mimo prażącego słońca – zachowują długo zdolność do kiełkowania. Są spożywane przez zwierzęta, ale główną rolę w ich rozprzestrzenianiu odgrywają prawdopodobnie ulewne deszcze i towarzyszące im wezbrania. Z kiełkującego nasiona rozwija się korzeń pierwotny osiągający nawet 3 m długości – od sięgnięcia przez niego do warstwy wodonośnej zależy dalszy rozwój rośliny.

## Systematyka
Gatunek Medemia argun (Mart.) Wurttenb. ex H.Wendl. reprezentuje monotypowy rodzaj Medemia Württemb. ex H.Wendl.. Rodzaj klasyfikowany jest jako jeden z kilku do podplemienia Hyphaeninae Becc. (1924) zaliczanego do plemienia Corypheae Mart (1837) i podrodziny Coryphoideae Griff. (1844) w obrębie arekowatych Arecaceae. W innych ujęciach (Dransfield i in. 2005) Hyphaeninae klasyfikowane są do plemienia Borasseae.
Rodzaj Medemia jest blisko spokrewniony (siostrzany) względem rodzaju widlica Hyphaene.
W niektórych ujęciach w obrębie rodzaju wyróżniane bywają dwa gatunki – Medemia argun i M. abiadensis, które różnić ma wielkość owoców i zajmowane siedlisko.

## Zastosowanie
Palmy te są podobnie wszechstronnie wykorzystywane jak bardziej w ich zasięgu powszechne widlice Hyphaene. Owoce są jadalne (przechowane dłuższy czas pod ziemią mają nabierać smaku podobnego do kokosów). Liście pozyskiwane są do wyplatania, także do wyrobu lin i sznurów. Kłodziny wykorzystywane są jako źródło surowca opałowego i służącego do budowy schronień.

## Zagrożenia i ochrona
Wobec rzadkości występowania i wątłych zasobów nawet ekstensywne użytkowanie palm czy akty wandalizmu (np. podłożenie ognia) stanowią istotne dla nich zagrożenie. Żadna z populacji nie występuje na obszarze poddanym ochronie. Największym zagrożeniem dla gatunku jest transformacja siedlisk i krajobrazu dokonująca się w północnym Sudanie, gdzie od początku XXI wieku rozwija się intensywnie górnictwo złota. Cały obszar występowania gatunku został podzielony na koncesje przyznane koncernom górniczym. Dodatkowo szacuje się, że w obszarze tym ok. miliona osób zajmuje się górnictwem prowadzonym na małą skalę. Poza bezpośrednim zniszczeniem powierzchni ziemi skutkiem górnictwa jest dramatyczne pogorszenie warunków wodnych i zatrucie wody. Nieliczne na terenach pustynnych rośliny drzewiaste, w tym palmy, służą jako źródło opału, surowca do budowy schronień.
Medemia argun traktowana jest jako gatunek sztandarowy działań ochronnych wobec ginących roślin i zwierząt związanych z oazami nubijskimi. Największe stanowisko w Egipcie postulowane jest do objęcia ochroną.
Nieliczne okazy tego gatunku znajdują się w uprawie w kolekcjach botanicznych i ogrodach, podejmowane są próby jego namnażania.